# Umweltanalytik

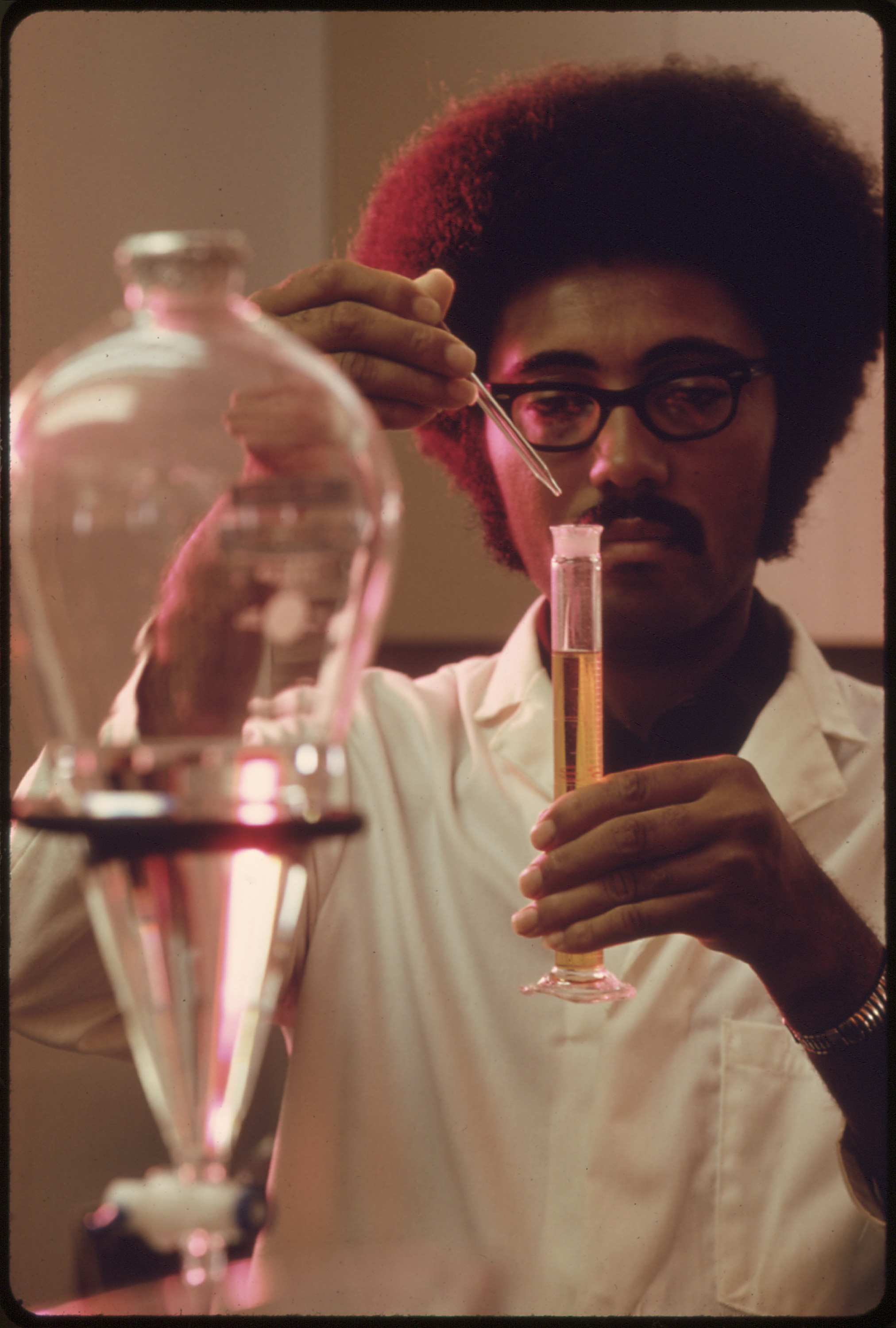
Probenvorbereitung für die Gaschromatographie, 1972

Die Umweltanalytik ist ein Teilbereich der chemischen Analytik und beschäftigt sich mit der qualitativen und quantitativen Untersuchung von Stoffen in der Umwelt. Die Untersuchungsbereiche erstrecken sich auf die Umweltkompartimente Luft (einschließlich Innenraumluft), Boden und Wasser und können sowohl einzelne Stoffe als auch Summenparameter umfassen.

## Geschichte
Der Beginn der Umweltanalytik als Wissenschaft kann nicht datiert werden. Wahrscheinlich war aber Wasser das erste Umweltkompartiment, das chemisch analysiert wurde, da es am leichtesten zu untersuchen ist.
Bereits 1768 veröffentlichte Andreas Sigismund Marggraf seine „chymische Untersuchung des Wassers“, in der u. a. Regenwasser, Brunnenwasser und Wasser aus der Spree  auf ihren Gehalt u. a. an „zarte Kalkerde“, „Gipserde“ sowie „reines Nitrium“ untersuchte. Knapp 90 Jahre später veröffentlichte Robert Angus Smith 1852 seine Untersuchungen von Regenwasser aus Manchester, England. 1872 veröffentlichte Smith ein 600 Seiten starkes Buch, das detaillierte Angaben zur Sammlung und zur Analyse von Regenwasser enthält. 

## Untersuchungsmethoden
Die moderne Umweltanalytik nutzt das ganze Spektrum der zur Verfügung stehenden analytischen Geräte. Zur Auftrennung der Substanzen werden unter anderem folgende Techniken eingesetzt:
- Gaschromatographie (GC), zur Auftrennung von organischen Stoffen
- Flüssigchromatographie (LC oder HPLC) zur Auftrennung von organischen Stoffen
- Ionenchromatographen, IC, zur Auftrennung von Ionen

Die anschließende Bestimmung und Quantifizierung erfolgt z. B. mittels:
- Massenspektrometrie (MS)
- UV/VIS-Spektroskopie, zur Bestimmung von organischen Stoffen
- Fluoreszenzspektroskopie, zur Bestimmung von organischen Stoffen
- Atomabsorptionsspektrometer (AAS), zur Bestimmung von Schwermetallen

In Abhängigkeit von den zu untersuchenden Parametern und der ausgewählten Analysentechnik muss die Probe ggfs. vorbereitet werden, d. h. die Probe kann häufig nicht direkt untersucht werden. 
Ist die erwartete Konzentration in einer Wasserprobe zu niedrig, muss die Probe aufkonzentriert werden (Anreicherung). Dies geschieht z. B. durch eine Extraktion mit einem organischen Lösungsmittel.
Feststoffproben, z. B. Erde oder Klärschlamm werden oft gleichfalls mit einem Lösungsmittel extrahiert, um den zu untersuchenden Stoff hinterher in dem Lösungsmittel besser bestimmen zu können.
Gasförmige Proben, meistens Luftproben, können manchmal direkt oder erst nach Einleiten in eine Flüssigkeit analysiert werden. Oft muss eine Probe auch vor der eigentlichen Analyse aufgereinigt werden, um störende Komponenten zu entfernen (Clean-up).

## Untersuchungsparameter
Welcher Stoff in einer Umweltprobe bestimmt werden soll, hängt natürlich von dem Analysengrund ab. Soll z. B. Klärschlamm auf eine landwirtschaftlich genutzte Fläche ausgebracht werden, werden die vom Gesetzgeber in der Klärschlammverordnung mit Grenzwerten versehenen Stoffe analysiert.
Wichtige Stoffe und Stoffgruppen in der Umweltanalytik sind:
- Schwermetalle (z. B. Cadmium, Blei, Quecksilber)
- Polychlorierte Dibenzodioxine und Dibenzofurane
- Polychlorierte Biphenyle (PCB)
- Pestizide (z. B. DDT, Lindan, Toxaphen)
- Mineralölkohlenwasserstoffe (MKW)
- Leichtflüchtige halogenierte Kohlenwasserstoffe (LHKW)
- Schwefeldioxid, Stickoxide
- Treibhausgase (Kohlendioxid, Methan u. a.)
- Ozon
- Feinstaub

Wichtige Summenparameter in der Umweltanalytik sind:
- Adsorbierbare organisch gebundene Halogene (AOX)
- Chemischer Sauerstoffbedarf (CSB)
- Gesamter organischer Kohlenstoff (TOC)
- Polycyclische aromatische Kohlenwasserstoffe (PAK)